# Bernhard Warkentin
Bernhard Warkentin (1847-1908) est un meunier et négociant en céréales américain, d'origine russe, qui fait fortune dans le Kansas dans les années 1870 et 1880, après avoir organisé l'immigration de millier de cultivateurs de céréales d'origine.

## Biographie
Né en Crimée et meunier à Altona, Bernhard Warkentin était en 1846 le 2e plus important pépiniériste de la région de la Molotschna. En 1862 des colons de la Molotschna forme de nouveaux établissements agricoles en Crimée.
Les immigrants Mennonites décident de partir aux États-Unis, jugeant que le pays est mieux placé pour répondre à la pénurie mondiale de céréales, devenue criante à la fin des 1860. Bernhard Warkentin prit contact avec les Mennonites d'Illinois et s'adressa aux gouvernements américain et canadien pour savoir dans quelles condition s'établir. 
Bernhard Warkentin est arrivé aux États-Unis en 1871, après avoir traversé le Canada, les Dakotas, et le Minnesota avec un premier groupe de Mennonites venus étudier les conditions de leur implantation. Il s'installe dans la ville nouvelle d'Halstead dans le comté de Harvey en 1873 et devient l'agent du Mennonite Board of Guardians, pour faciliter l'immigration d'autres résidents russes.
Bernhard Warkentin  deviendra un meunier très célèbre à Newton (Kansas),  après avoir négocié avec la compagnie de chemin de fer Atchison, Topeka & Santa Fe pour obtenir des tarifs de transports favorables à la culture des céréales. Les arrivants essaient leurs semences de blé sous l'autorité d'un représentant du ministère américain de l'Agriculture. 
En 1885, une livraison importante de semences de Russie arrive au Kansas pour sa distribution aux fermiers. En 1900, la "Kansas State Millers Association" et la "Kansas State Dealers Association" demandent à Bernhard Warkentin l'importation, à plus grande échelle, d'environ 15 000 boisseaux de cette semence. 
Bernhard Warkentin  a aussi participé à la fondations d'autres institutions du Midwest américain, la Kansas State Bank of Newton et l'Halstead State Bank, mais aussi la compagnie d'assurance Millers' National Insurance à Chicago, et la société de stockage Terminal Warehouse Company, à Kansas City.